# Hartmannswiller
Hartmannswiller település Franciaországban, Haut-Rhin megyében. Lakosainak száma 666 fő (2022. január 1.). Hartmannswiller Soultz-Haut-Rhin, Jungholtz, Berrwiller, Wuenheim, Bollwiller és Wattwiller községekkel határos.

## Népesség
A település népességének változása:
| Lakosok száma | 652  | 641  | 654  | 638  | 637  | 637  | 646  | 657  | 666  |
|               | 2013 | 2015 | 2016 | 2017 | 2018 | 2019 | 2020 | 2021 | 2022 |